# Geamăna
Geamăna è un comune della Moldavia situato nel distretto di Anenii Noi di 3.433 abitanti al censimento del 2004

## Località
Il comune è formato dall'insieme delle seguenti località (popolazione al 2004):
- Geamăna (3.401 abitanti)
- Batic (32 abitanti)